# 函館聖ヨハネ教会
函館聖ヨハネ教会（はこだてせいヨハネきょうかい）は、北海道函館市にある日本聖公会北海道教区の教会。

## 概要
茶色の屋根と外壁の十字架が特徴で、屋根も十字型である。函館山山頂から、その印象的な十字型の屋根が見られる。函館・元町を代表する3教会（函館ハリストス正教会、カトリック元町教会とともに）の一角を占める。

## 年表
- 1874年（明治6年） - イギリス人宣教師のデニング司祭が函館に上陸、民家を借りて活動を開始。
- 1878年（明治11年） - 元町55番地に最初の教会が建設された。
- 1879年（明治12年） - 大火発生で教会を失うが、翌年8月には元の場所に教会再建。
- 1934年（昭和9年） - 最大規模の大火が発生。教会も爆風で甚大な被害を受ける。
- 1936年（昭和11年） - 現在の場所に教会が建つ。木造でノアの箱船を想像させる形であった。
- 1942年（昭和17年） - 日本聖公会の法律上の解消に伴い、名称が「函館聖ヨハネ教会」となる。
- 1943年（昭和18年） - この頃、牧師はスパイの嫌疑で、たびたび当局に出頭を命ぜられる。
- 1945年（昭和20年） - 日本聖公会の復活が公示される。
- 1979年（昭和54年） - 現在の聖堂が完成する。
- 1980年（昭和55年） - パイプオルガン（西ドイツ・ヴェール社製）が設置。
- 2004年（平成16年） - 台風18号により、聖堂の屋根、牧師館が被災。
- 2006年（平成18年） - 新築した牧師館が「函館市都市景観賞」を受賞[3]。
- 2022年(令和４年)ドラマPICU 小児集中治療室のラストシーンのロケに使われる。

## アクセス
市電「十字街」電停下車、徒歩15分。